# Eugenia lutescens
Eugenia lutescens är en myrtenväxtart som beskrevs av Jacques Cambessèdes. Eugenia lutescens ingår i släktet Eugenia och familjen myrtenväxter. Inga underarter finns listade i Catalogue of Life.